# العربي ولد خليفة
هو رئيس الغرفة السفلى للبرلمان الجزائري المجلس الشعبي الوطني السابق منذ سنة 2012 إلى 2017 وهو من مواليد 24 ديسمبر 1938 بمدينة سوق الإربعاء، حاليّا جندوبة في الشمال الغربي للبلاد التونسية وهو ينحدر من قرية أزرو قلال بلدية عين الحمام ولاية تيزي وزو شرق العاصمة الجزائر

## الحياة السياسية والمهنية
يعرف عن محمد العربي ولد خليفة أنه من رواد اللغة العربية ولا تعرف عنه ممارسة السياسة فقد شغل مطولا المجلس الأعلى للغة العربية بالجزائر وهذه أبرز محطات حياته:
- التحق بالمنظّمة السريّة لجبهة وجيش التحرير الوطني في سن مبكرة.
- عضو اللجنة المركزية لحزب جبهة التحرير الوطني 1979-1984
- عضو في الأمانة الدائمة لجبهة التحرير الوطني 1979-1980.
- مستشار للشؤون الثقافية والاجتماعية في حزب جبهة التحرير الوطني من 1965 إلى 1979
- كاتب الدّولة للثقافة والفنون الشعبية من 1980 إلى 1982
- كاتب الدّولة للتعليم الثانوي والتقني من 1982 إلى 1984.
- سفير الجزائر في اليمن من 1985 إلى 1988.
- سفير للجزائر في إيران من 1988 إلى 1991.
- النائب الأوّل للجنة الوطنية للانتخابات الرئاسية ثم رئيسها المؤقت ( ديسمبر 1998- أفريل 1999).
- حائز على وسام المقاوم

## مساره الأكاديمي
- تابع تعليمه الابتدائي والثانوي في تونس (جامع الزيتونة) ثم ارسلته جبهة التحرير الوطني لمتابعة دراسته بالقاهرة
- حاصل على شهادة ليسانس في الفلسفة والعلوم الاجتماعية (مصر) 1963، بدرجة جيد جد
- دكتوراه اختصاص علم النفس الاجتماعي بدرجة جيد جدا.
- دبلوم في مناهج البحث الاجتماعي من جامعة لندن المملكة المتحدة 1974.
- عضو في اتحاد الكتاب الجزائريين منذ 1965.
- أستاذ مساعد 1969 ثم أستاذ مناهج البحث في جامعة الجزائر 1975.
- رئيس قسم علم النفس وعلوم التربية ومخبر علم النفس الفزيولوجي 1971-1972.
- مدير الدراسات العليا بمعهد العلوم الاجتماعية من 1974 إلى 1977.
- عضو منتخب في مجمع اللغة العربية في دمشق (2003).
- أمين عام المجمع الجزائري للّغة العربية 1998.
- رئيس المجلس الأعلى للغة العربية بالجزائر 2001-2012 .
- شارك في العديد من الملتقيات والمؤتمرات العربية والإفريقيّة والأوروبيّة والأمريكيّة.
- دعي لإلقاء محاضرات في الصّين وإسبانيا والولايات المتحدة وفرنسا وإيران وعدد من البلدان العربية: المغرب، موريتانيا، مصر (الجامعة العربية)، الكويت، العراق، الأردن، سوريا، تونس وليبيا...
- حائز على شهادة تكريم لمجهوداته في الحقل الثقافي والعلمي من رئيس الجمهورية الجزائرية 1984.
- كرمته وزارة المجاهدين نظير مؤلفاته عن الثورة الجزائرية 2005.
- وتكريمات عديدة أخرى آخرها من جامعة وهران 2011.
- يتقن عدة لغات غير العربية

## المؤلفات والكتب
يعتر الدكتور ولد خليفة مكتبة حقيقية حيث أن له المئات من الكتب والمؤلفات في شتى فنون اللغة وأيضا التاريخ:
- الثورة الجزائرية: معطيات وتحديات (ط-1) في 1978. الشركة الوطنية للنشر والتوزيع.
- المجاهد معطوب حرب التحرير، "دراسة سمات الشخصية عند جنود جيش التحرير -1971
- قضايا فكرية في ليلة عربية: الشركة الوطنية للنشر والتوزيع 1984.
- المهام الحضارية للمدرسة والجامعة الجزائرية : دراسة نقدية لنظام التربية والتكوين والبحث العلمي. ديوان المطبوعات الجامعية - 1986
- التنمية والديموقراطية في الجزائر والمنطقة العربية. ديوان المطبوعات الجامعية- 1989.
- النظام العالمي ماذا تغيّر فيه؟ وأين نحن من مستجداته؟ ديوان المطبوعات الجامعية- 1997.
- الأزمة المفروضة على الجزائر. دار الأمة- 1999
- الجزائر المفكرة والتاريخية: أبعاد ومعالم. دار الأمة - 2000
- الجزائر والعالم: ملامح قرن وأصداء ألفية. 2001. نشر مشترك : مؤسسة ثالة والمؤسسة الوطنية للفنون المطبعية - 2002
- المسألة الثقافية وقضايا اللسان والهوية . 2003
- دراسة في مسار الأفكار في علاقتها باللسان والهوية ومتطلبات الحداثة والخصوصية والعولمة والعالمية. نشر مشترك ديوان المطبوعات الجامعية وثالة - 2003
- المجتمع الجزائري في مخبر الايديولوجية الكولونيالية ترجمة من الفرنسية (نشر تالة 2002)، طبع مرتين ط1-2000/ ط2-2002
- المنطقة العربية والإسلامية – مدخل إلى نقد الحاضر ومساءلة الآخر- ط مارس 2007
- حوارات ثقافية في رواق الدبلوماسية . ط سنة 2007
- معاينات في الواقع وماذا عن المأمول؟ ط دار الأمل 2005.
- الاحتلال الاستيطاني للجزائر: ط1-2006/ ط2-2008/ ط3-2010 نشر ثالة
- مقاربات نقدية. دار الخلدونية . ط/ 2010
- مقاربة أولية لأركان التجانس المجتمعي ( دراسة منشورة في مجلّة معالم repéres ).